# Terre di Pedemonte
Terre di Pedemonte är en kommun i distriktet Locarno i kantonen Ticino, Schweiz. Kommunen har 2 673 invånare (2023).
Kommunen bildades 14 april 2013 genom en sammanslagning av kommunerna Cavigliano, Tegna och Verscio.